# مسجد عمر فضل
مسجد عمر فضل (به آلمانی: Fazle-Omar-Moschee) واقع شده در شهر هامبورگ که دومین مسجد ساخته شده در آلمان به سال ۱۹۵۷ می‌باشد، این مسجد متعلق به جنبش احمدیه است. مسجد عمر فضل توسط محمد ظفرالله‌خان در ۲۲ ژوئیه سال ۱۹۵۷ افتتاح شده‌است.